# Адай-Табынский район
Адай-Табынский район — единица административного деления Адаевского уезда Киргизской АССР, существовавшая с марта 1921 по сентябрь 1922 года и с марта по июль 1923 года.

## Административное устройство
Адай-Табынский район был образован в составе Адаевского уезда 3 марта 1921 года. Всё население района было кочевым, поэтому постоянного административного центра район не имел. В район входило 11 волостей: 1-я Адаевская, 2-я Адаевская, 3-я Адаевская, 4-я Адаевская, 5-я Адаевская, 1-я Табынская, 2-я Табынская, 3-я Табынская, 4-я Табынская, 5-я Табынская, 6-я Табынская. 9 сентября 1922 года район был упразднён, а входившие в него волости отошли в прямое подчинение Адаевскому уезду.
20 марта 1923 года Адай-Табынский район был восстановлен. В него вошло 9 волостей: 1-я Адаевская, 2-я Адаевская, 3-я Адаевская, Донгуз-Тау-Акколинская, Саматаевская, Тайсунган-Сагизская, Улусамская, Чиили-Сагизская, Эмбо-Сагизская. 5 июля 1923 года Адай-Табынский район вновь был упразднён, а входившие в него волости отошли в прямое подчинение Адаевскому уезду.